# Kapuzinergruft

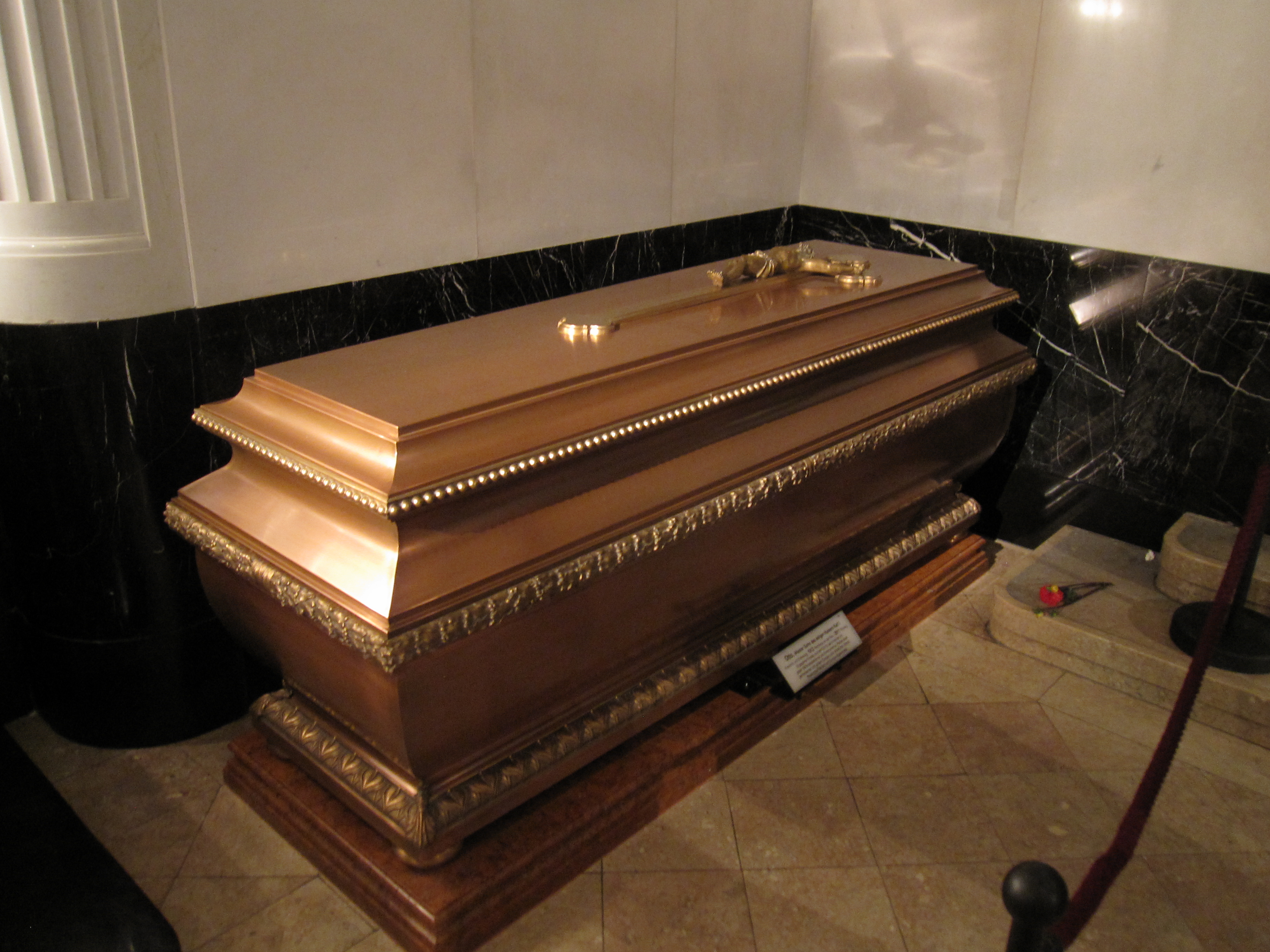
Graf van Otto von Habsburg, de laatste kroonprins van Oostenrijk-Hongarije

De Kapuzinergruft (Kapucijner Crypte, ook wel keizerlijke grafkelder genoemd) is een grafkelder in Wenen waar sinds 1633 de Oostenrijkse Habsburgers worden bijgezet.

## Habsburgse traditie
De grafkelder bevindt zich aan de Neue Markt in Wenen. Keizerin Anna gaf in 1618 opdracht tot de bouw van de Kapuzinergruft en zij en haar echtgenoot keizer Matthias werden er als eersten bijgezet. Als laatste werd in 2011 Otto van Habsburg-Lotharingen, zoon van de laatste keizer Karel I van Oostenrijk, bijgezet.
Volgens de Habsburgse traditie werden lichaam, hart en ingewanden afzonderlijk van elkaar begraven. Voor de laatste keer gebeurde dit in 1878, bij de begrafenis van aartshertog Frans Karel. Traditie is ook dat bij een keizerlijke begrafenis de rouwstoet stil staat voor de dichte deur van de grafkelder. De ceremoniemeester klopt op de deur en hoort de vraag: "Wie verlangt binnen te treden?", waarop hij antwoordt: "Zijne Apostolische Majesteit de Keizer." Er volgt de volgende reactie "We kennen hem niet!", waarna opnieuw op de deur moet worden geklopt. "Wie verlangt binnen te treden?" "Zijne Majesteit de Koning." Er volgt dan dezelfde reactie "We kennen hem niet!", wordt nogmaals geklopt. Dezelfde vraag wordt dit keer beantwoord met "Een arme zondaar", waarop de deur wordt geopend.
In de Kapuzinergruft ligt slechts één niet-Habsburger begraven: gravin Karoline Fuchs-Mollard, oorspronkelijk kindermeisje, maar later vertrouwelinge van Maria Theresia. Tot 1940 lag hier ook Napoleon II, de enige zoon van Napoleon Bonaparte en Marie Louise van Oostenrijk. Zijn lichaam werd echter in 1940 op bevel van Adolf Hitler overgebracht naar de Dôme des Invalides in Parijs.

## Begraven personen
In de Kapuzinergruft zijn 146 mensen begraven, van sommigen is er enkel het gecremeerde hart aanwezig. Onder deze 146 lichamen zijn twaalf keizers en achttien keizerinnen.
- Marcus d'Aviano

Keizers begraven in de Kapuzinergruft:
- keizer Matthias
- keizer Ferdinand III
- keizer Leopold I
- keizer Jozef I
- keizer Karel VI
- keizer Frans I Stefan
- keizer Jozef II
- keizer Leopold II
- keizer Frans II
- keizer Ferdinand I van Oostenrijk
- keizer Maximiliaan van Mexico
- keizer Frans Jozef I van Oostenrijk

Keizerinnen begraven in de Kapuzinergruft:
- Anna van Tirol, echtgenote van Matthias
- Maria Anna van Spanje, echtgenote van Ferdinand III
- Eleonora Gonzaga, echtgenote van Ferdinand III
- Maria Leopoldina van Oostenrijk, echtgenote van Ferdinand III
- Margaretha Theresia van Spanje, echtgenote van Leopold I
- Eleonora van Palts-Neuburg, echtgenote van Leopold I
- Elisabeth Christine van Brunswijk-Wolfenbüttel, echtgenote van Karel VI
- Maria Theresia, echtgenote van Frans I Stefan
- Maria Josepha van Beieren, echtgenote van Jozef II
- Isabella van Parma, echtgenote van Jozef II
- Elisabeth van Württemberg, echtgenote van Frans II
- Maria Theresia van Bourbon-Sicilië, echtgenote van Frans II
- Maria Louise van Oostenrijk-Este, echtgenote van Frans II
- Caroline Augusta van Beieren, echtgenote van Frans II
- Marie Louise van Oostenrijk, echtgenote van Napoleon Bonaparte
- Maria Anna van Sardinië, echtgenote van Ferdinand I
- Elisabeth in Beieren ("Sisi"), echtgenote van Frans Jozef I
- Zita van Bourbon-Parma, echtgenote van Karel I

Enkele andere personen die hier begraven zijn:
- Sophie van Beieren, moeder van keizer Frans Jozef I
- Rudolf van Oostenrijk, zoon van keizer Frans Jozef I
- Frans V van Modena, laatste hertog van Modena en Reggio
- Otto van Habsburg-Lotharingen, de laatste Oostenrijkse kroonprins

## Cryptes
De keizerlijke crypte is onderverdeeld in verschillende kleinere cryptes met elk een eigen naam. In deze cryptes liggen de lichamen van de Habsburgse familie.

### Grondleggerscrypte (Gründergruft)

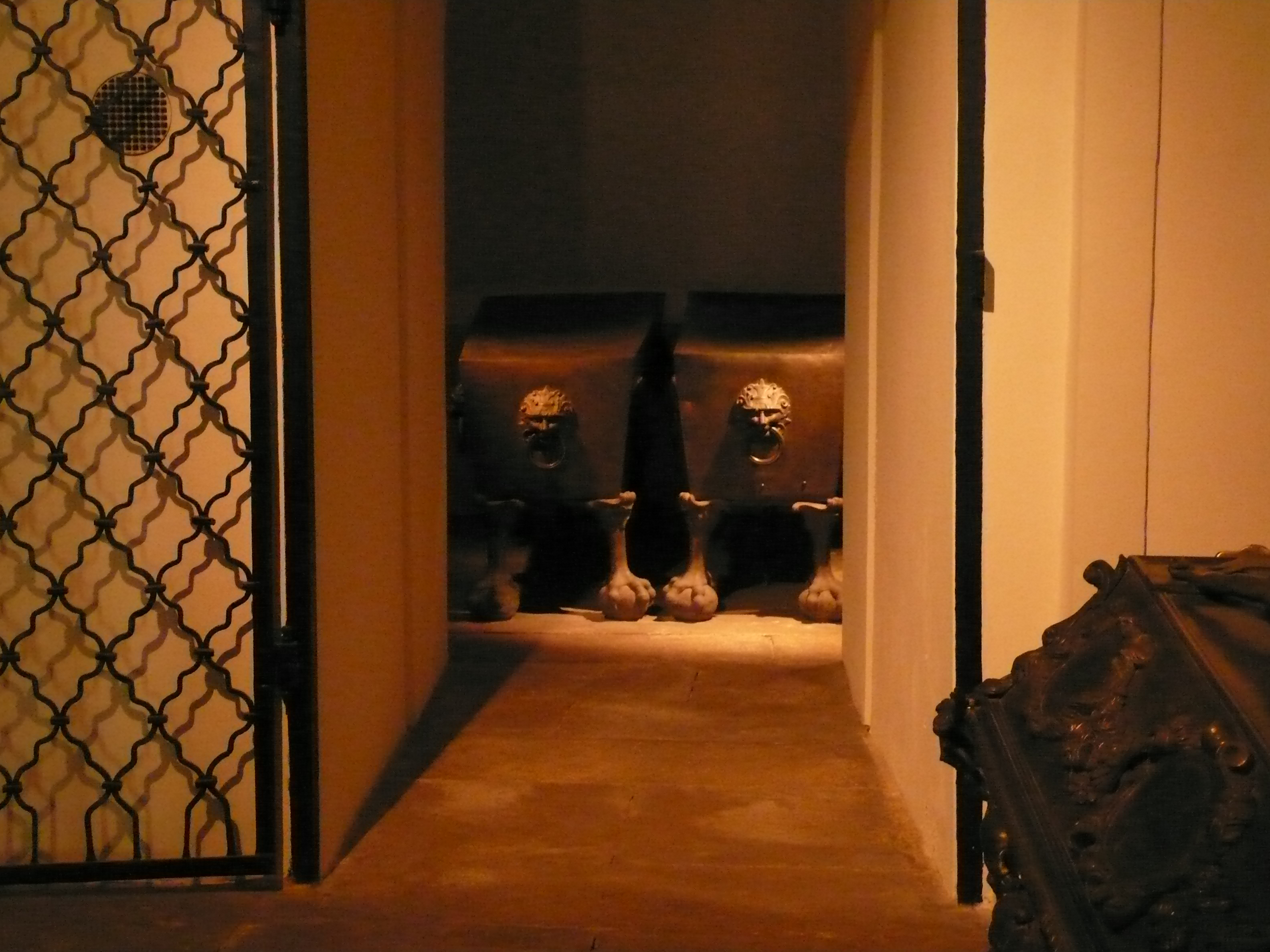
Tombe van Keizer Matthias (links) en keizerin Anna van Tirol (rechts) in de Grondleggerscrypte

De Gründergruft is het oudste gedeelte van de keizerlijke crypte, ze werd samen met de kerk in 1632 voltooid en ligt onder de keizerlijke kapel boven in de kerk. In deze crypte staan de twee sarcofagen van de grondleggers van de dynastie van Habsburg in Oostenrijk.
1. Keizer Matthias, keizer van het Heilige Roomse Rijk, koning van Bohemen en Hongarije (24 februari 1557 – 20 maart 1619) (Zoon van keizer Maximiliaan II)
2. Anna van Tirol, keizerin van het Heilig Roomse Rijk (4 oktober 1585 – 14 december 1618) (echtgenote van keizer Matthias)

### Leopoldscrypte (Leopoldsgruft)
De Leopoldsgruft werd in 1657 gebouwd onder het schip van de kerk door Leopold I als gevolg van het edict van zijn vader Ferdinand III dat zei dat deze crypte de begraafplaats zou worden van de keizerlijke familie. Leopold I werd samen met zijn drie vrouwen en zestien kinderen begraven in deze crypte waardoor er snel meer nodig zouden zijn.

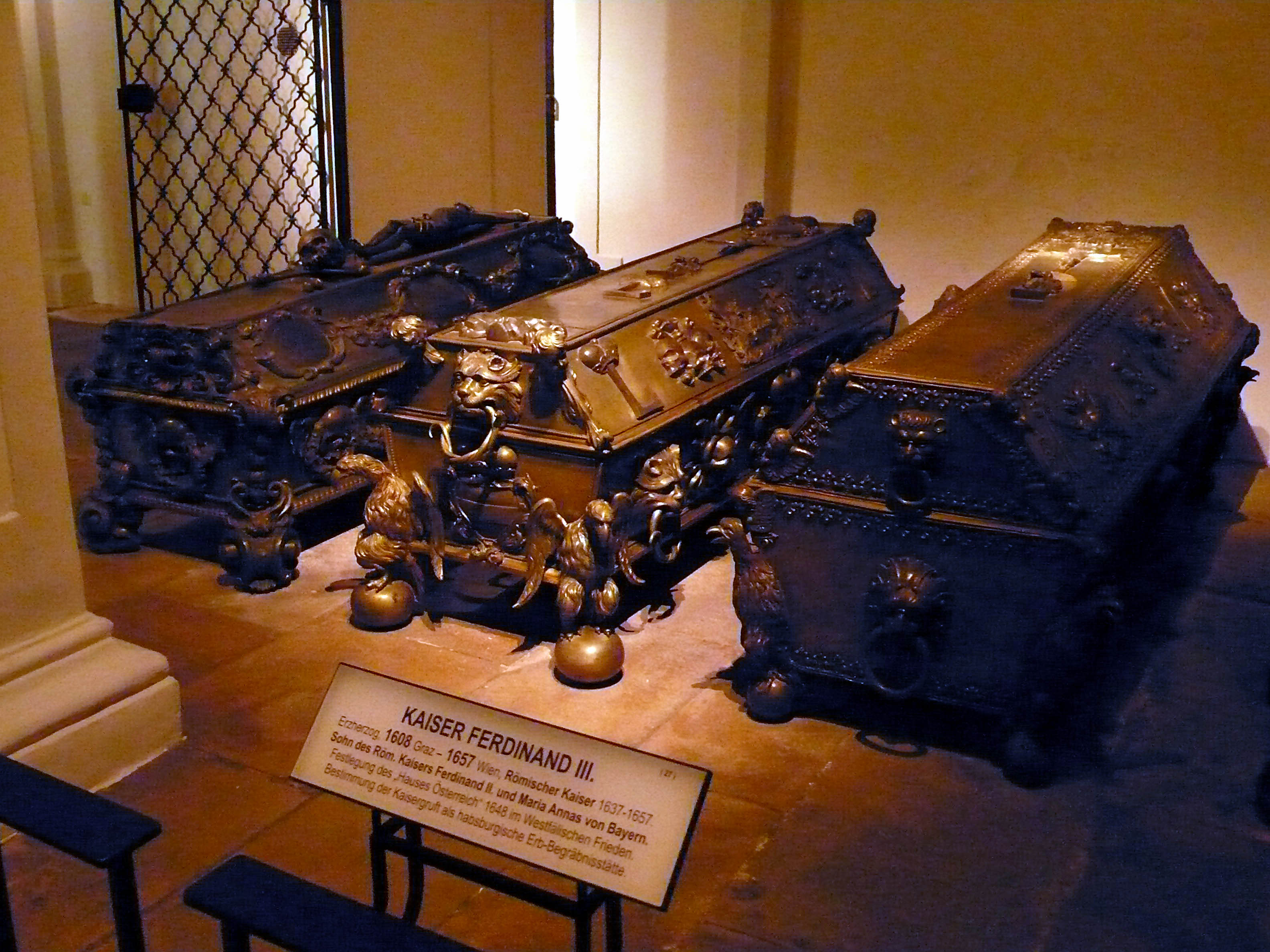
Tombe van de Aartshertogin Maria Theresia van Oostenrijk (links), de Aartshertog Leopold Jozef (centrum) en Keizer Ferdinand III (rechts)

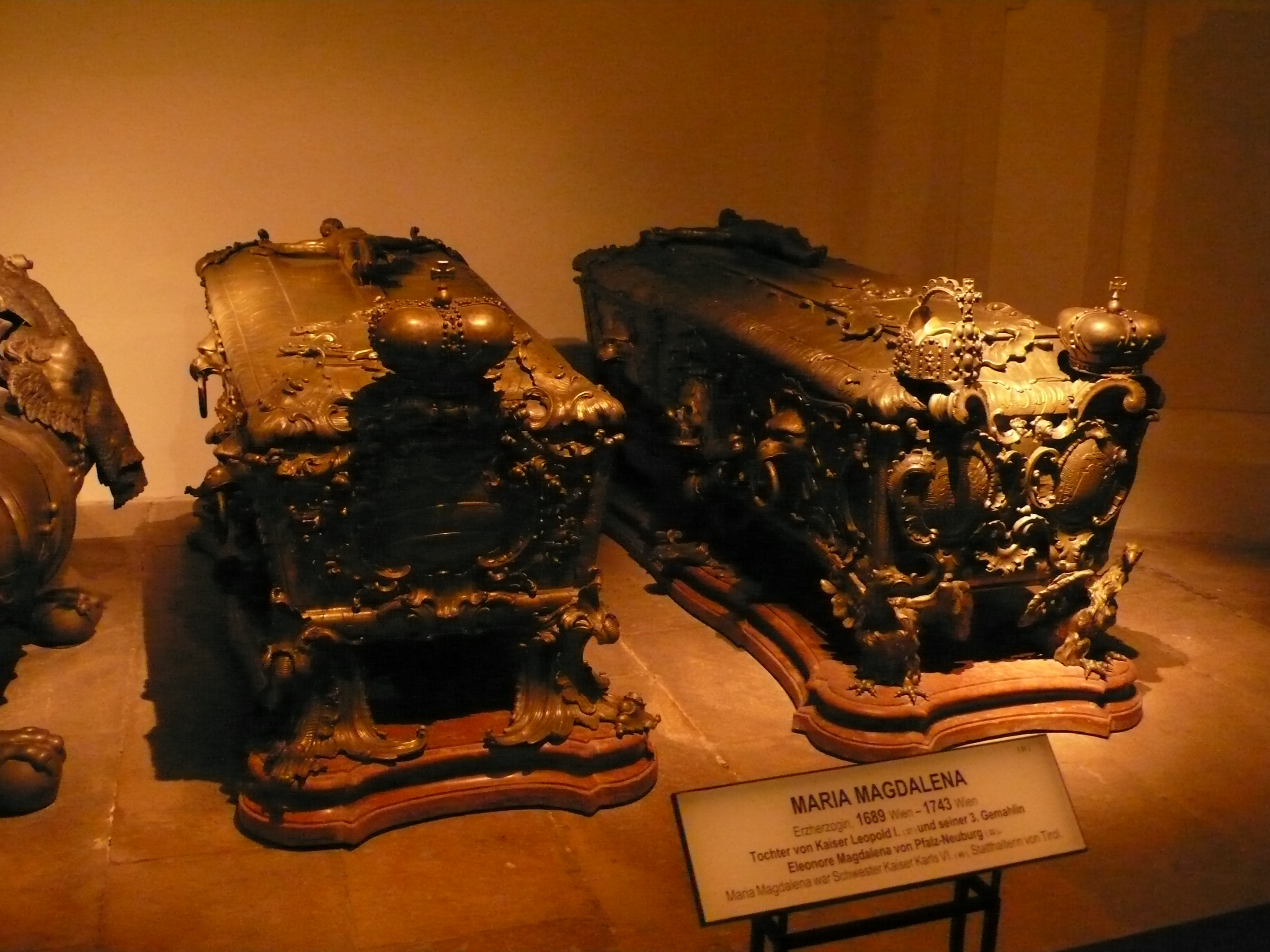
Tombe van de Aartshertogin Maria Magdalena van Oostenrijk (links) en Keizerin Eleonora van Palts-Neuburg (rechts)

1. Keizer Ferdinand III, keizer van het Heilige Roomse Rijk, koning van Bohemen en Hongarije (13 juli 1608 - 2 april 1657) (zoon van keizer Ferdinand II)
2. Maria Anna van Spanje, keizerin van het Heilig Roomse Rijk (18 augustus 1606 – 13 mei 1646) (Eerste vrouw van Ferdinand III)
3. Maria Leopoldina van Oostenrijk, keizerin van het Heilige Roomse Rijk (6 april 1632 – 7 augustus 1649) (Tweede vrouw van Ferdinand III)
4. Eleonora Gonzaga, keizerin van het Heilige Roomse Rijk (18 november 1630 – 6 december 1686) (Derde vrouw van Ferdinand III)
5. Ferdinand IV van Hongarije, Rooms koning en koning van Bohemen en Hongarije (8 september 1633 - 9 juli 1654) (Zoon van Ferdinand III en Maria Anna van Spanje)
6. Marie, aartshertogin van Oostenrijk (Dood geboren op 13 mei 1646) (Dochter van Ferdinand III en Maria Anna van Spanje) (Mee begraven in de tombe van haar moeder)
7. Eleonora van Oostenrijk, koningin van Polen en later hertogin van Lotharingen (21 mei 1653 – 17 december 1697) ( Dochter van Ferdinand III en Eleonora Gonzaga, echtgenoot van Michaël Korybut Wiśniowiecki en daarna Karel V van Lotharingen)
8. Maria Anna Jozefa van Oostenrijk, keurvorst van Palts Neuburg (30 december 1654 – 4 april 1689) (Dochter van Ferdinand III en Eleonora Gonzaga)
9. Margaretha Theresia van Spanje, keizerin van het Heilige Roomse Rijk (12 juli 1651 – 12 maart 1673) (Eerste vrouw van keizer Leopold I)
10. Claudia van Oostenrijk, keizerin van het Heilig Roomse Rijk (30 mei 1653 - 8 april 1676) (Tweede vrouw van keizer Leopold I) (Enkel het hart, haar lichaam ligt in de Dominicanenkerk in Wenen)
11. Eleonora van Palts-Neuburg, keizerin van het Heilige Roomse Rijk (6 januari 1655 – 19 januari 1720) (Tweede vrouw van keizer Leopold I)
12. Maria Antonia van Oostenrijk, keurvorst van Beieren (18 januari 1669 – 24 december 1692) (Dochter van keizer Leopold I en Margaretha Theresia van Spanje)
13. Leopold Jozef van Oostenrijk, aartshertog van Oostenrijk (2 juni 1682 – 3 augustus 1684) (Zoon van keizer Leopold I en Eleonora van Palts-Neuburg)
14. Maria Anna van Oostenrijk, koningin van Portugal (7 september 1683 - 14 augustus 1754) (Dochter van keizer Leopold I en Eleonora van Palts-Neuburg, vrouw van Johan V van Portugal) (Enkel het hart, haar lichaam bevindt zich in het Carmoklooster in Lissabon)
15. Marie-Theresia van Oostenrijk, aartshertogin van Oostenrijk (22 augustus 1684 – 28 september 1696) (Dochter van Leopold I en Eleonora van Palts-Neuburg)
16. Marie Jozef, aartshertogin van Oostenrijk (6 maart 1687 – 14 april 1703) (Dochter van Leopold I en Eleonora van Palts-Neuburg)
17. Maria Magdalena van Oostenrijk, aartshertogin van Oostenrijk (26 maart 1689 – 1 mei 1743) (Dochter van Leopold I en Eleonora van Palts-Neuburg)
18. Leopold Jan van Oostenrijk, aartshertog van Oostenrijk (13 april 1716 - 4 november 1716) (Zoon van Karel VI en Elisabeth Christine van Brunswijk-Wolfenbüttel)
19. Maria Amalia van Oostenrijk, aartshertogin van Oostenrijk (5 april 1724 - 19 april 1730) (Dochter van keizer Karel VI en Elisabeth Christine van Brunswijk-Wolfenbüttel)

#### Kindercolumbarium
In de oostelijke muur van de Leopolds crypte zijn twaalf nissen gebouwd in 1960, in deze nissen werden twaalf sarcofagen van kinderen bijgezet die voordien in de Grondleggerscrypte lagen. Er staan nu geen namen meer op de nissen maar in deze crypte liggen de volgende kinderen begraven.
Vier kinderen van Ferdinand III
1. Filip August, aartshertog van Oostenrijk (15 juli 1637 – 22 juli 1639) (Zoon van Ferdinand III en Maria Anna van Spanje)
2. Maximiliaan Thomas, aartshertog van Oostenrijk (21 december 1638 – 29 juni 1639) (Zoon van Ferdinand III en Maria Anna van Spanje)
3. Theresia Maria Jozef, aartshertogin van Oostenrijk (27 maart 1652 – 26 juli 1653) (Dochter van Ferdinand III en Eleonora Gonzaga)
4. Ferdinand Jozef Aloïs, aartshertog van Oostenrijk (11 februari 1657 – 16 juni 1658) (Zoon van Ferdinand III en Eleonora Gonzaga) (Zijn ingewanden zijn begraven in urne 22 in de hertogelijke crypte van de Stephansdom in Wenen).

Zeven kinderen van Leopold I
1. Ferdinand Wenzel, aartshertog van Oostenrijk (28 september 1667 – 13 januari 1668) (Zoon van Leopold I en Margaretha Theresia van Spanje) (Zijn ingewanden zijn begraven in urne 25 in de hertogelijke crypte van de Stephansdom in Wenen).
2. Johan Leopold, aartshertog van Oostenrijk (Dood geboren op 20 februari 1670) (Zoon van Leopold I en Margaretha Theresia van Spanje) (Zijn ingewanden zijn begraven in urne 27 in de hertogelijke crypte van de Stephansdom in Wenen).
  1. Maria Anna, aartshertogin van Oostenrijk (9 februari 1672 – 25 februari 1672) (Dochter van Leopold I en Margaretha Theresia van Spanje) (Haar ingewanden zijn begraven in urne 28 in de hertogelijke crypte van de Stephansdom in Wenen).
3. Anna Maria Sophia, aartshertogin van Oostenrijk (11 september 1674 – 21 december 1674) (Dochter van Leopold I en Claudia van Oostenrijk) (Haar ingewanden zijn begraven in urne 30 in de hertogelijke crypte van de Stephansdom in Wenen).
  1. Marie Jozef Clémentine, aartshertogin van Oostenrijk (11 oktober 1675 – 11 juli 1676) (Dochter van Leopold I en Claudia van Oostenrijk) (Haar ingewanden zijn begraven in urne 32 in de hertogelijke crypte van de Stephansdom in Wenen en haar hart staat in een gouden en zilveren urne op het graf van haar moeder in de Dominicanenkerk in Wenen).
4. Christina, aartshertogin van Oostenrijk (Doodgeboren op 18 juni 1679) (Dochter van Leopold I en Eleonora van Palts-Neuburg)
5. Maria Margaretha, aartshertogin van Oostenrijk (22 juli 1690 – 22 april 1691) (Dochter van Leopold I en Eleonora van Palts-Neuburg) (Haar ingewanden is begraven in urne 34 en haar ingewanden in urne 35 in de hertogelijke crypte van de Stephansdom in Wenen)

Kleinzoon van Ferdinand III
1. Prins zonder naam (Dood geboren op 5 februari 1686) (Zoon van Johan Willem van de Palts en Maria Anna Jozefa van Oostenrijk)

### Karelscrypte (Karlsgruft)
Het eerste deel van de Karlsgruft werd gebouwd door Keizer Jozef I in 1710 en werd later uitgebreid door keizer Karel VI en ligt onder het koor van de kerk.

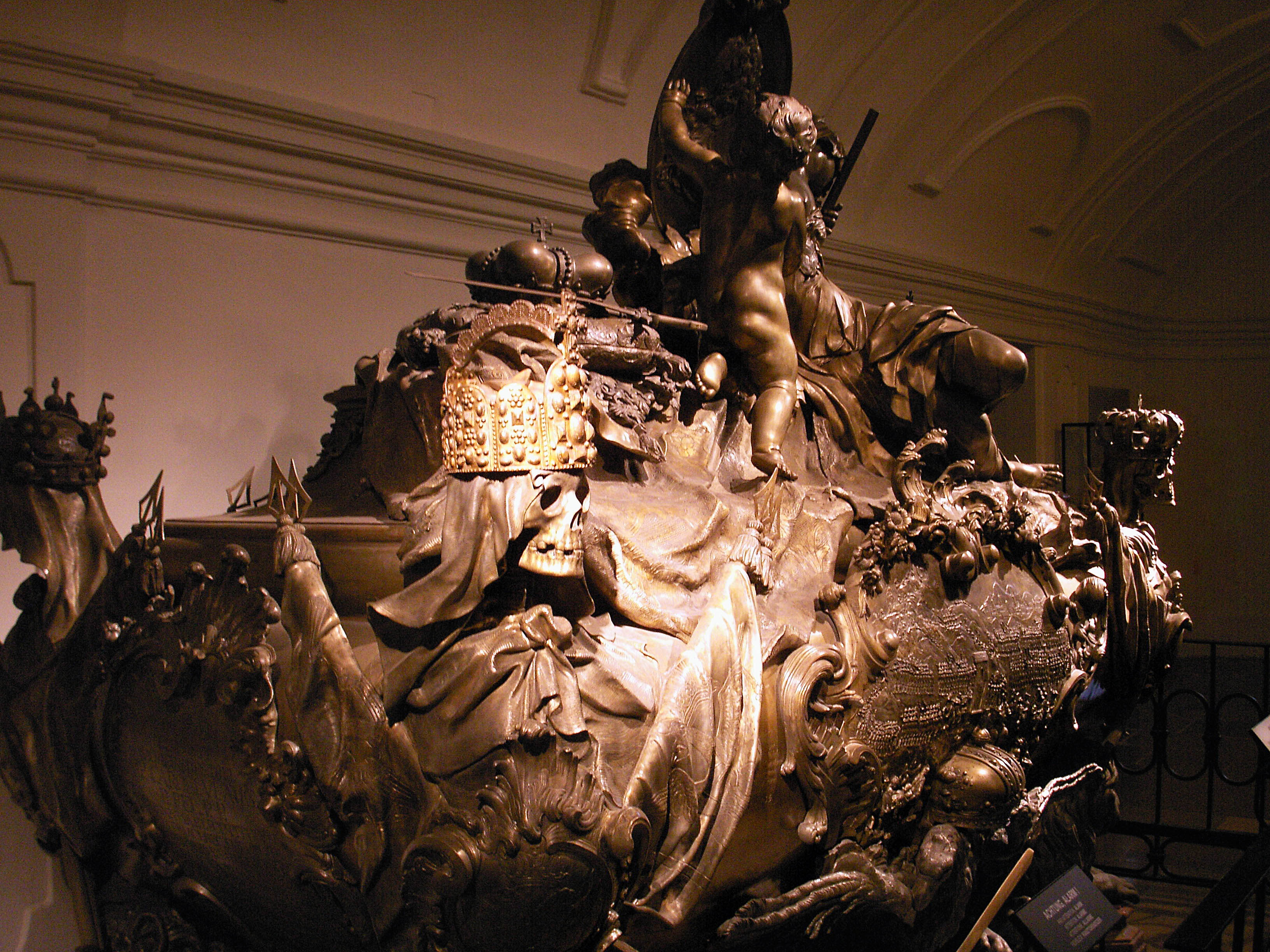
Tombe van keizer Karel VI

1. Keizer Leopold I, keizer van het Heilige Roomse Rijk, koning van Bohemen en Hongarije (9 juni 1640 - 5 mei 1705) (Zoon van Ferdinand III en Maria Anna van Spanje)
2. Maria Elisabeth van Oostenrijk, landvoogdes van de Oostenrijkse Nederlanden (12 december 1680 – 26 augustus 1741) (Dochter van Leopold I en Eleonora van Palts-Neuburg)
3. Keizer Jozef I, keizer van het Heilig Roomse Rijk, koning van Bohemen en Hongarije (26 juli 1678 - 17 april 1711) (Zoon van Leopold I en Eleonora van Palts-Neuburg)
4. Amalia Wilhelmina van Brunswijk-Lüneburg, keizerin van het Heilig Roomse Rijk (21 april 1673 - 10 april 1742) (Echtgenote van Jozef I) (Enkel het hart, haar lichaam is begraven in het klooster van de Salesianen in Wenen)
5. Leopold Jozef van Oostenrijk, aartshertog van Oostenrijk (29 oktober 1700 – 4 augustus 1701) (Zoon van Jozef I en Amalia Wilhelmina van Brunswijk-Lüneburg)
6. Keizer Karel VI, aartshertog van Oostenrijk, Rooms keizer, koning van Bohemen, Hongarije, Sardinië, Napels en Sicilië, hertog van Parma, Piacenza en Teschen (1 oktober 1685 - 20 oktober 1740) (Zoon van keizer Leopold I en Eleonora van Palts-Neuburg)
7. Elisabeth Christine van Brunswijk-Wolfenbüttel, Rooms keizerin (28 augustus 1691 - 21 december 1750) (Echtgenote van Karel VI)
8. Maria Anna van Oostenrijk, aartshertogin van Oostenrijk, landvoogdes van de Oostenrijkse Nederlanden samen met Karel van Lotharingen (14 september 1718 - 16 december 1744) (Dochter van Karel VI en Elisabeth Christine van Brunswijk-Wolfenbüttel)

### Maria Theresiacrypte (Maria-Theresien-Gruft)
De drie bestaande crypten (Karlsgruft, Leopoldsgruft, Gründergruft) bevatten in 1754 de 44 lichamen en 2 urnen met harten van de Habsburgers. In 1754 begon keizerin Maria Theresia met de uitbreiding van de Keizerlijke crypte en de bouw van de Maria-Theresien-Gruft. Deze crypte ligt achter de kerk en de koepel ervan ligt onder de binnenplaats van het klooster, de crypte bevat in totaal de graven van 16 personen.

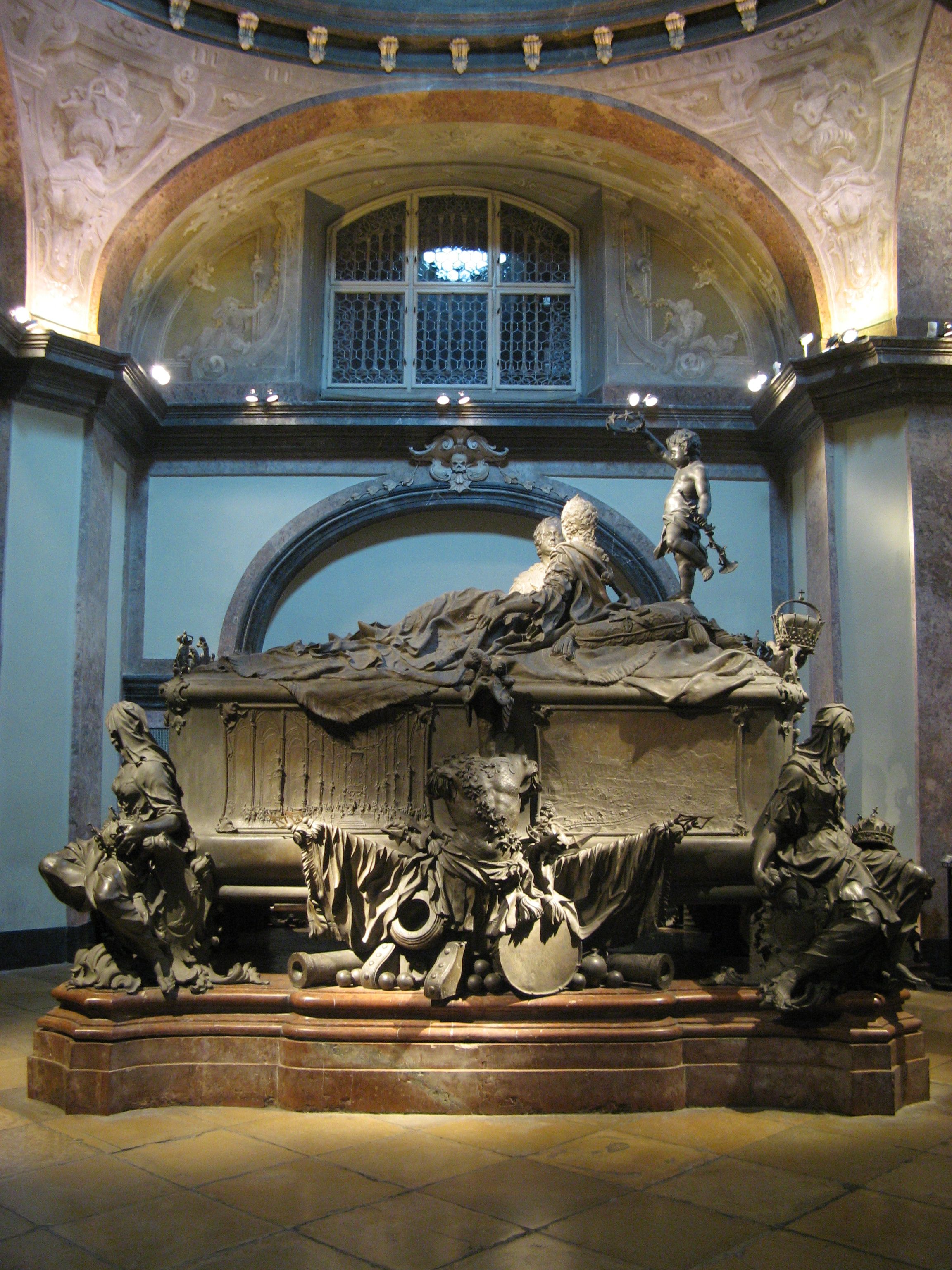
Dubbele tombe van keizerin Maria Theresia van Oostenrijk en keizer Frans I Stefan

1. Prinses zonder naam (Dood geboren op 3 oktober 1744) (Dochter van Maria Anna van Oostenrijk en Karel van Lotharingen)
2. Marie Caroline von Fuchs-Mollard, gravin van Fuchs-Mollard (14 januari 1681 – 27 april 1754) (Hofdame van Maria Anna van Oostenrijk daarna lerares van de kinderen van keizer Karel VI)
3. Maria Theresia van Oostenrijk, aartshertogin van Oostenrijk, koningin van Bohemen en Hongarije, hertogin van Parma en Piacenza, keizersvrouw van het Heilige Roomse Rijk (13 mei 1717 - 29 november 1780) (Dochter van keizer Karel VI en Elisabeth Christine van Brunswijk-Wolfenbüttel)
4. Keizer Frans I Stefan, hertog van Lotharingen, Bar en Teschen, groothertog van Toscane, keizer van het Heilige Roomse Rijk (8 december 1708 - 18 augustus 1765) (Zoon van Leopold van Lotharingen en Elisabeth Charlotte van Orleans, man van Maria Theresia van Oostenrijk)
5. Maria Elisabeth van Oostenrijk, aartshertogin van Oostenrijk (5 februari 1737 – 7 juni 1740) (Dochter van Maria Theresia van Oostenrijk)
6. Maria Carolina, aartshertogin van Oostenrijk (12 januari 1740 – 25 januari 1741) (Dochter van Maria Theresia van Oostenrijk)
7. Maria Christina Theresia, prinses van Saksen (16 mei 1767 – 17 mei 1767) (Dochter van Albert Casimir van Saksen-Teschen en Maria Christina van Oostenrijk)
8. Karel Jozef, aartshertog van Oostenrijk (1 februari 1745 - 18 januari 1761) (Zoon van Maria Theresia van Oostenrijk)
9. Maria Carolina, aartshertogin van Oostenrijk (Doodgeboren op 17 september 1748) (Dochter van Maria Theresia van Oostenrijk)
10. Johanna Gabriella van Oostenrijk, aartshertogin van Oostenrijk (4 februari 1750 - 23 december 1762) (Dochter van Maria Theresia van Oostenrijk)
11. Maria Josepha van Oostenrijk, aartshertogin van Oostenrijk (19 maarts 1751 - 15 oktober 1767) (Dochter van Maria Theresia van Oostenrijk)
12. Keizer Jozef II, keizer van het Heilige Roomse Rijk, koning van Bohemen en Hongarije (13 maart 1741 - 20 februari 1790) (Zoon van Maria Theresia van Oostenrijk)
13. Isabella van Parma, aartshertogin van Oostenrijk (31 december 1741 - 27 november 1763) (Eerste echtgenote van Jozef II)
14. Maria Josepha van Beieren, keizerin van het Heilige Roomse Rijk (30 maart 1739 – 28 mei 1767) (Tweede echtgenote van Jozef II)
15. Marie Theresia, Aartshertogin van Oostenrijk (20 maart 1762 – 24 januari 1770) (Dochter van Jozef II en Isabella van Parma)
16. Maria Christina, aartshertogin van Oostenrijk (Doodgeboren op 22 november 1763) (Dochter van Jozef II en Isabella van Parma)

### Franscrypte (Franzensgruft)

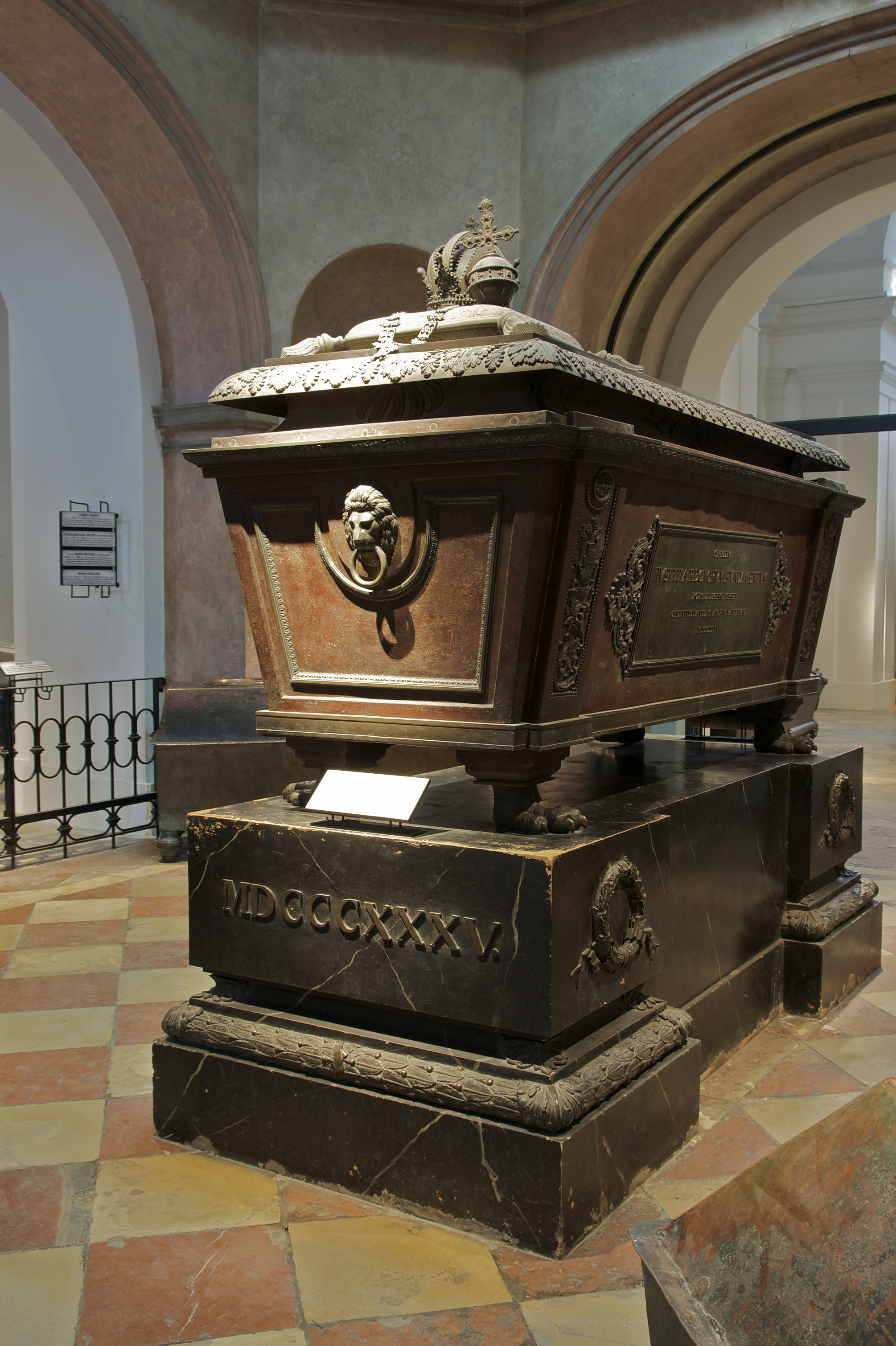
Tombe van keizer Frans II

In 1824 waren er 78 lichamen en 3 harten begraven in de keizerlijke crypte. In dat jaar begon keizer Frans II aan de uitbreiding van de crypte en aan rechtervleugel van de Maria Theresien Gruft werd er een achthoekige crypte voor 5 graven bijgebouwd, onder de kloostergang.
1. Keizer Frans II, keizer van het Heilige Roomse Rijk daarna keizer van Oostenrijk (als Frans I), koning van Bohemen en Hongarije (12 februari 1768 - 2 maart 1835) (Zoon van Leopold II) (Enkel het lichaam is hier begraven, het hart is begraven in de Herzgruft (Harten crypte) van de Augustijnenkerk in Wenen.)
2. Elisabeth van Württemberg, aartshertogin van Oostenrijk (21 april 1767 – 18 februari 1790)  (Eerste echtgenote van Frans II)
3. Maria Theresia van Bourbon-Sicilië, keizerin van het Heilige Roomse Rijk en daarna keizerin van Oostenrijk (6 juni 1772 - 13 april 1807)  (Tweede echtgenote van Frans II)
4. Maria Louise van Oostenrijk-Este, keizerin van Oostenrijk (14 december 1787 – 7 april 1816)  (Derde echtgenote van Frans II)
5. Caroline Augusta van Beieren, keizerin van Oostenrijk (8 februari 1792 - 9 februari 1873)  (Vierde echtgenote van Frans II)

### Ferdinandscrypte (Ferdinandsgruft)
De Ferdinandsgruft werd in 1842 samen met de Toskana-Gruft tegelijk met de wederopbouw van het klooster boven de grond gebouwd. Als bezoeker zie je enkel een lege kamer met twee sarcofagen maar deze crypte bevat één vierde van het totaal aantal lichamen van de volledige keizerlijke crypte. Voor 1960 waren de pilaren open en stonden de kisten op planken opgestapeld. Ook was de ruimte helemaal volgepropt met kisten. Dit werd pas minder met het gereed komen van de Frans Jozef Gruft en helemaal met de Neue Gruft. Kroonprins Rudolf en keizerin Elisabeth zijn aanvankelijk hier bijgezet.

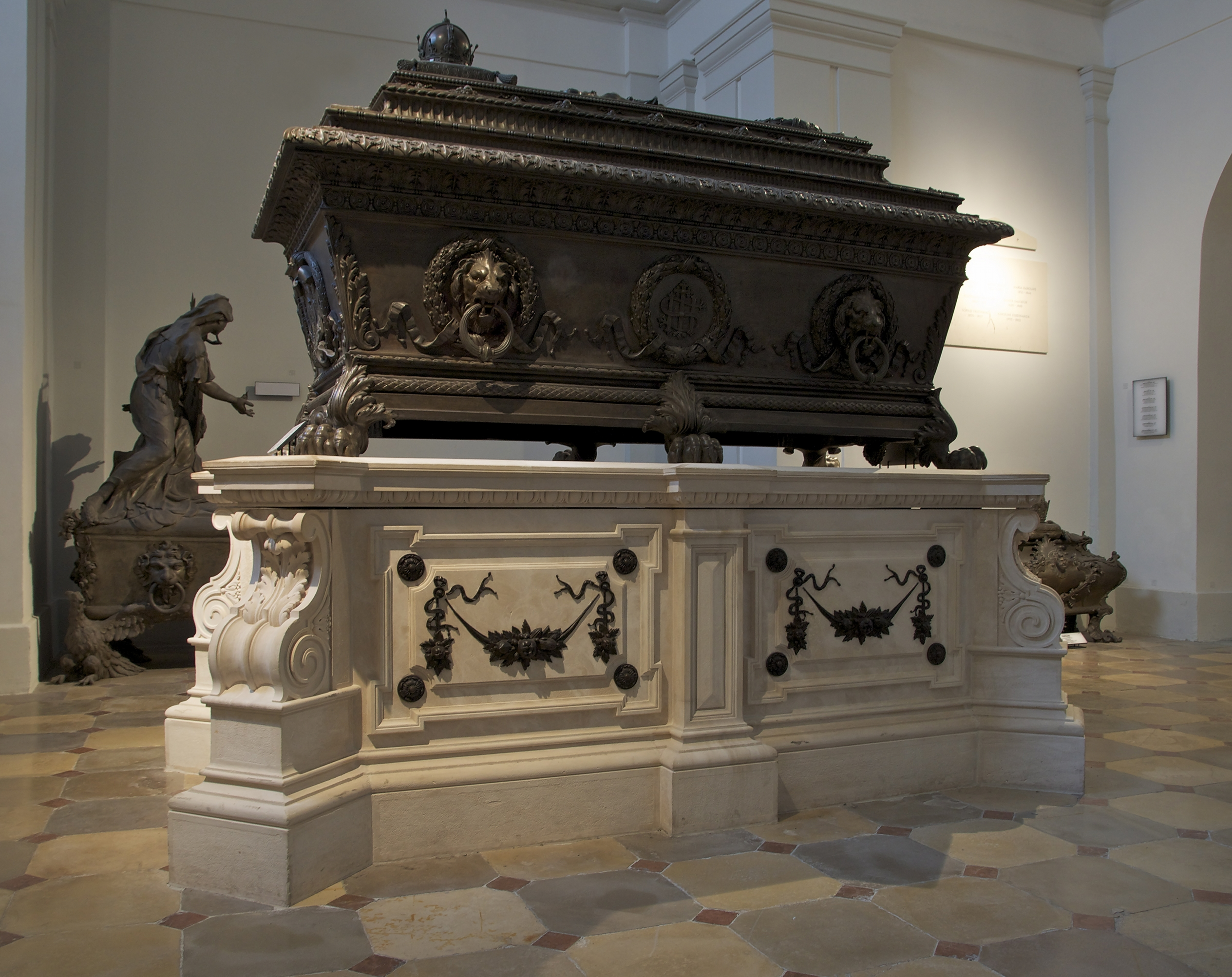
Tombe van keizer Ferdinand I van Oostenrijk

1. Alexander van Oostenrijk, aartshertog van Oostenrijk (14 augustus 1772 – 12 juli 1795)  (Zoon van Leopold II)
2. Maria Amalia, aartshertogin van Oostenrijk (15 oktober 1780 – 25 december 1798)  (Dochter van Leopold II)
3. Louisa Maria van Bourbon-Sicilië, groothertogin van Toscane (17 juli 1773 - 19 september 1802) (Eerste echtgenote van Ferdinand III van Toscane)
4. Maria Fernanda van Saksen, groothertogin van Toscane (27 april 1796 – 3 januari 1865)  (Tweede echtgenote van Ferdinand III van Toscane)
5. Carolina Ferdinanda, aartshertogin van Oostenrijk (2 augustus 1793 – 5 januari 1802)  (Dochter van Ferdinand III van Toscane en Louisa Maria van Bourbon-Sicilië)
6. Prins zonder naam (Doodgeboren op 19 september 1802)  (Zoon van Ferdinand III van Toscane en Louisa Maria van Bourbon-Sicilië)
7. Maria Antonia van Bourbon-Sicilië, groothertogin van Toscane (19 december 1814 – 7 november 1898)  (Tweede echtgenote van Leopold II van Toscane)
8. Karel Salvator van Oostenrijk, aartshertog van Oostenrijk (30 april 1839 – 18 januari 1892) –  (Zoon van Leopold II van Toscane en Maria Antonia van Bourbon-Sicilië)
9. Maria Immaculata van Bourbon-Sicilië, aartshertogin van Oostenrijk (14 april 1844 – 18 februari 1899)  (Echtgenote van Karel Salvator van Oostenrijk)
10. Leopold Maria Alfons, aartshertog van Oostenrijk (30 januari 1897 – 14 maart 1958)  (Zoon van Leopold Salvator van Oostenrijk, kleinzoon van Karel Salvator van Oostenrijk)
11. Albrecht Salvator, aartshertog van Oostenrijk (22 november 1871 – 27 februari 1896)  (Zoon van Karel Salvator van Oostenrijk)
12. Maria Antoinetta, aartshertogin van Oostenrijk (18 april 1874 – 14 januari 1891)  (Dochter van Karel Salvator van Oostenrijk)
13. Rainier Salvator, aartshertog van Oostenrijk (27 februari 1880 – 4 mei 1889)  (Zoon van Karel Salvator van Oostenrijk)
14. Henrietta Maria, aartshertogin van Oostenrijk (20 februari 1884 – 13 augustus 1886)  (Dochter van Karel Salvator van Oostenrijk)
15. Ferdinand Salvator, aartshertog van Oostenrijk (2 juni 1888 – 28 juli 1891)  (Zoon van Karel Salvator van Oostenrijk)
16. Lodewijk Salvador van Habsburg-Lotharingen, aartshertog van Oostenrijk (4 augustus 1847 - 12 oktober 1915)  (Zoon van Leopold II van Toscane en Maria Antonia van Bourbon-Sicilië)
17. Maria Antoinetta, aartshertogin van Oostenrijk, kloosteroverste (10 januari 1858 – 13 april 1883)  (Dochter van Ferdinand IV van Toscane en Anna van Saksen)
18. Jozef Ferdinand van Oostenrijk-Toscane, aartshertog van Oostenrijk, Troonopvolger van Toscane (24 mei 1872 – 28 februari 1942)  (Zoon van Ferdinand IV van Toscane en Alice van Bourbon-Parma)
19. Robert Ferdinand Salvator, aartshertog van Oostenrijk (15 oktober 1885 – 2 augustus 1895)  (Zoon van Ferdinand IV van Toscane en Alice van Bourbon-Parma)
20. Frans Jozef, aartshertog van Oostenrijk (5 maart 1855 - 13 maart 1855)  (Zoon van Karel Ferdinand van Oostenrijk, kleinzoon van Karel van Oostenrijk-Teschen)
21. Nathalie, groothertogin van Oostenrijk (12 januari 1884 – 23 maart 1898)  (Dochter van Frederik van Oostenrijk, kleindochter van Karel Ferdinand van Oostenrijk)
22. Stéphanie, aartshertogin van Oostenrijk (1 mei 1886 – 29 augustus 1890)  (Dochter van Frederik van Oostenrijk, kleindochter van Karel Ferdinand van Oostenrijk)
23. Marie Eléonore, aartshertogin van Oostenrijk (19 november 1864 – 9 december 1864)  (Dochter van Karel Ferdinand van Oostenrijk, kleindochter van Karel van Oostenrijk-Teschen)
24. Maria Caroline, aartshertogin van Oostenrijk (10 september 1825 – 17 juli 1915)  (Dochter van Karel van Oostenrijk-Teschen)
25. Maria Caroline, aartshertogin van Oostenrijk (6 februari 1821 – 23 januari 1844)  (Dochter van Reinier van Oostenrijk)
26. Leopold van Oostenrijk, aartshertog van Oostenrijk (6 juni 1823 – 24 mei 1898)  (Zoon van Reinier van Oostenrijk)
27. Ernst van Oostenrijk, aartshertog van Oostenrijk (8 augustus 1824 – 4 april 1899)  (Zoon van Reinier van Oostenrijk)
28. Louise Elisabeth van Oostenrijk, aartshertogin van Oostenrijk (18 februari 1790 – 24 juni 1791)  (Dochter van Frans II en Elisabeth van Württemberg)
29. Marie Caroline Leopoldine, aartshertogin van Oostenrijk (8 juni 1794 – 16 maart 1795)  (Dochter van Frans II en Maria Theresia van Bourbon-Sicilië)
30. Caroline Louise, aartshertogin van Oostenrijk (22 december 1795 – 30 juni 1799)  (Dochter van Frans II en Maria Theresia van Bourbon-Sicilië)
31. Jozef Frans Leopold, aartshertog van Oostenrijk (9 april 1799 – 30 juni 1807)  (Zoon van Frans II en Maria Theresia van Bourbon-Sicilië)
32. Maria Theresia van Bragança, aartshertogin van Oostenrijk (24 augustus 1855 - 12 februari 1944)  (Derde echtgenote van Karel Lodewijk van Oostenrijk de zoon van Frans Karel van Oostenrijk)
33. Marie Anne, aartshertogin van Oostenrijk (27 oktober 1835 – 5 februari 1840)  (Dochter van Frans Karel van Oostenrijk, kleindochter van Frans II)
34. Marie Anne van Oostenrijk, aartshertogin van, kloosterlinge (8 juni 1804 – 28 december 1858)  (Dochter van Frans II en Maria Theresia van Bourbon-Sicilië)
35. Jan Nepomucenus Karel, aartshertog van Oostenrijk (30 augustus 1805 – 19 februari 1809)  (Zoon van Frans II en Maria Theresia van Bourbon-Sicilië)
36. Amélie Theresia, aartshertogin van Oostenrijk (6 april 1807 – 9 april 1807)  (Dochter van Frans II en Maria Theresia van Bourbon-Sicilië)
37. Ferdinand I van Oostenrijk, keizer van Oostenrijk, koning van Bohemen en Hongarije (19 april 1793 - 29 juni 1875)  (Zoon van Frans II en Maria Theresia van Bourbon-Sicilië)
38. Maria Anna van Sardinië, keizerin van Oostenrijk (19 september 1803 - 4 mei 1884)  (Echtgenote van Ferdinand I van Oostenrijk)
39. Sophie Frederika Dorothea van Oostenrijk, aartshertogin van Oostenrijk (5 maart 1855 – 29 mei 1857)  (Dochter van Frans Jozef I van Oostenrijk)
40. Adelgunde Auguste Charlotte van Beieren, hertogin van Modena (19 maart 1823 – 28 oktober 1914)  (Dochter van Lodewijk I van Beieren, echtgenote van Frans V van Modena)

### Nieuwe Crypte (Neue Gruft)
De Nieuwe Crypte werd gebouwd tussen 1960 en 1962 tijdens de grote verbouwingen van de keizerlijke crypte om zo de 140 lichamen die er lagen meer plaats te geven. In de Neue Gruft staan er 26 sarcofagen.

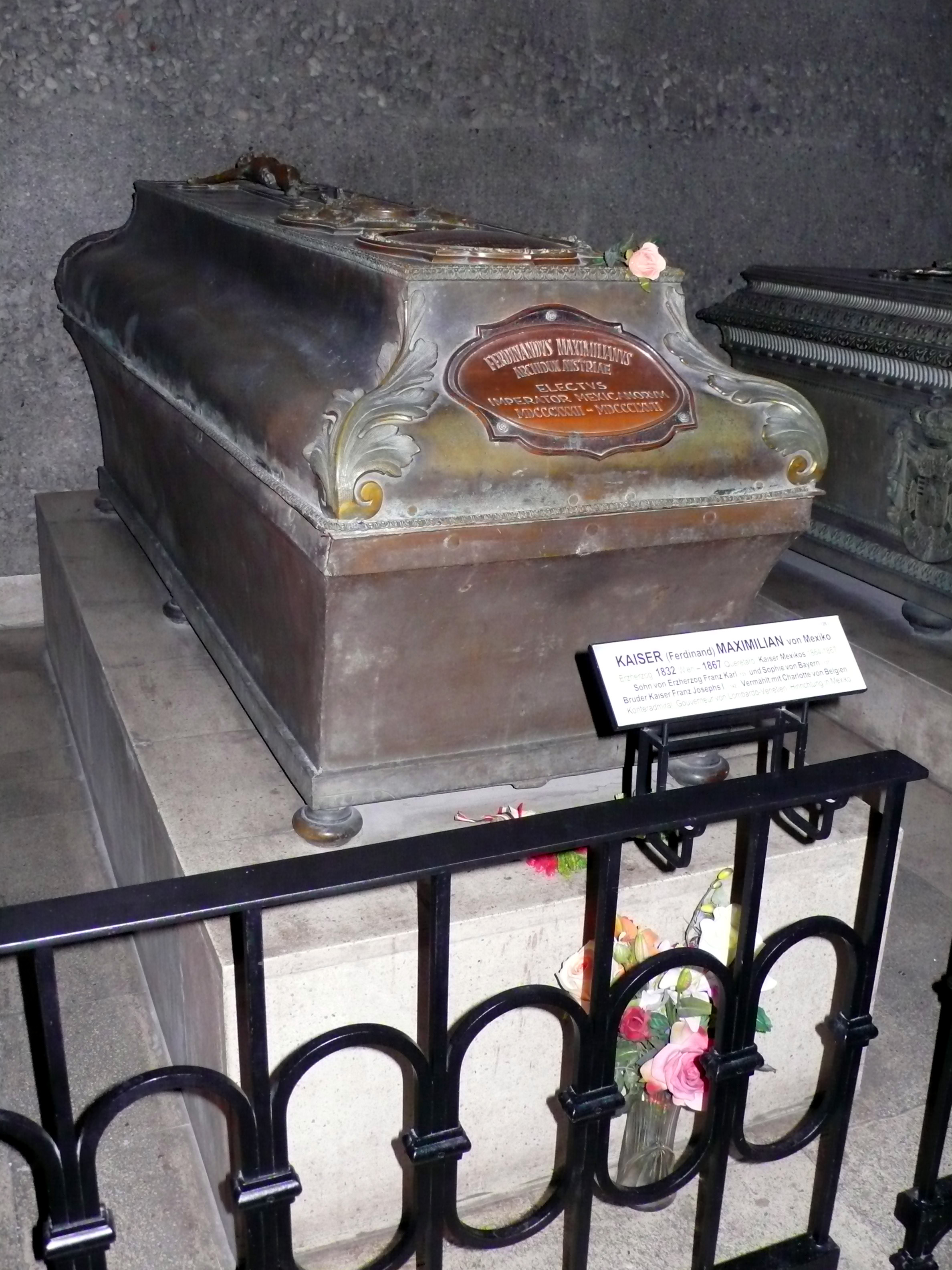
Tombe van keizer Maximiliaan van Mexico

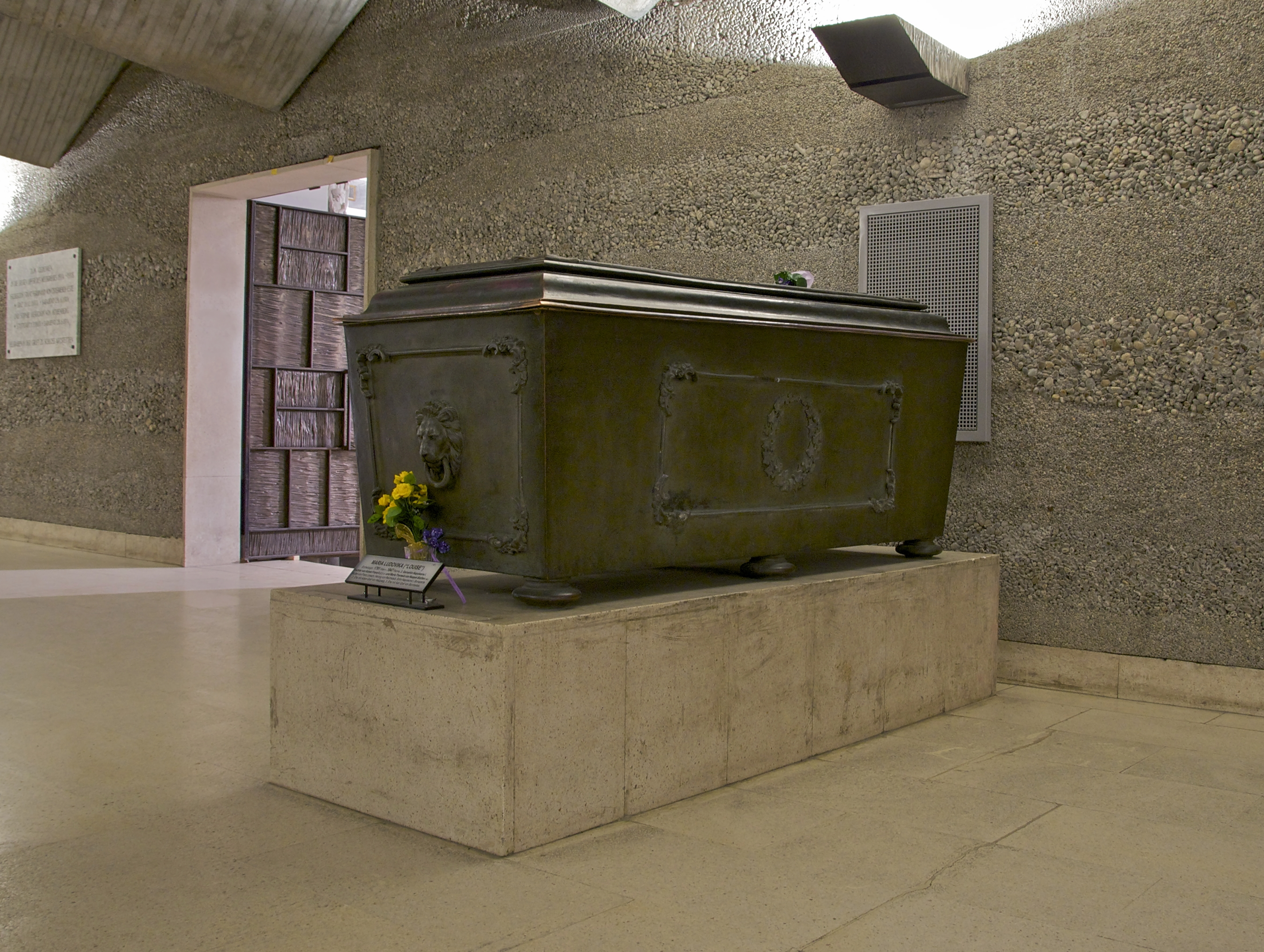
Tombe van de Franse keizerin Marie Louise van Oostenrijk

1. Leopold Willem van Oostenrijk, aartshertog van Oostenrijk, landvoogd van de Spaanse Nederlanden (5 januari 1614 – 20 november 1662) –  (Zoon van keizer Ferdinand II en Maria Anna van Beieren)
2. Karel Jozef van Oostenrijk, aartshertog van Oostenrijk , Bisschop van Olmütz (7 augustus 1649 – 27 januari 1664)  (Zoon van keizer Ferdinand III en Maria Leopoldina van Oostenrijk)
3. Karel Jozef van Lotharingen, aartsbisschop van Trèves en prins-bisschop van Osnabrück (24 november 1680 – 4 december 1715)  (Zoon van Eleonora van Oostenrijk en Karel V van Lotharingen, kleinzoon van keizer Ferdinand III en Eleonora Gonzaga)
4. Maximiliaan Frans van Oostenrijk, aartshertog van Oostenrijk, aartsbisschop van Keulen (8 december 1756 – 26 juli 1801) (Zoon van Maria Theresia van Oostenrijk)
5. Leopold Salvator van Oostenrijk, aartshertog van Oostenrijk (15 oktober 1863 – 4 september 1931)  (Zoon van Karel Salvator van Oostenrijk, kleinzoon van Leopold II van Toscane, achterkleinzoon van Ferdinand III van Toscane, achterachterkleinzoon van keizer Leopold II)
6. Rainier Charles, aartshertog van Oostenrijk (21 november 1895 – 25 mei 1930)  (Zoon van Leopold Salvator van Oostenrijk)
7. Karel van Oostenrijk-Teschen, aartshertog van Oostenrijk, hertog van Teschen (5 september 1771 – 30 april 1847)  (Zoon van keizer Leopold II)
8. Henriëtte van Nassau-Weilburg, aartshertogin van Oostenrijk (30 oktober 1797 – 29 december 1829)  (Echtgenote van Karel van Oostenrijk-Teschen)  (Haar hart is gescheiden van haar lichaam en staat in een urne naast haar graf.)
9. Albrecht van Oostenrijk-Teschen, aartshertog van Oostenrijk (3 augustus 1817 – 18 december 1895)  (Zoon van Karel van Oostenrijk-Teschen)
10. Hildegard van Beieren, aartshertogin van Oostenrijk (10 juni 1825 – 2 april 1864)  (Echtgenote van Albrecht van Oostenrijk-Teschen)
11. Karel Albert, aartshertog van Oostenrijk (3 januari 1847 – 19 juli 1848)  (Zoon van Albrecht van Oostenrijk-Teschen)
12. Mathilde van Oostenrijk-Teschen, aartshertogin van Oostenrijk (25 januari 1849 – 6 juni 1867)  (Dochter van Albrecht van Oostenrijk-Teschen)
13. Karel Ferdinand van Oostenrijk, aartshertog van Oostenrijk (29 juli 1818 – 20 november 1874)  (Zoon van Karel van Oostenrijk-Teschen)
14. Rodolphe François, aartshertog van Oostenrijk (25 september 1822 – 24 oktober 1822)  (Zoon van Karel van Oostenrijk-Teschen)
15. Willem van Oostenrijk, aartshertog van Oostenrijk (21 april 1827 - 29 juli 1894)  (Zoon van Karel van Oostenrijk-Teschen)
16. Rudolf van Oostenrijk, aartshertog van Oostenrijk , Kardinaal Prins-Aartsbisschop van Olmütz (8 januari 1788 – 23 juli 1831)  (Zoon van keizer Leopold II)
17. Marie Louise van Oostenrijk, keizerin van Frankrijk (12 december 1791 – 17 december 1847)  (Dochter van keizer Frans II en Maria Theresia van Bourbon-Sicilië, tweede vrouw van Napoleon Bonaparte)
18. Frans Karel van Oostenrijk, aartshertog van Oostenrijk (7 december 1802 – 8 mars 1878)  (Zoon van keizer Frans II en Maria Theresia van Bourbon-Sicilië)
19. Sophie van Beieren, aartshertogin van Oostenrijk (27 januari 1805 – 28 mei 1872)  (Echtgenote van Frans Karel van Oostenrijk)
20. Maximiliaan van Mexico, keizer van Mexico (6 juli 1832 – 19 juni 1867)  (Zoon van Frans Karel van Oostenrijk)
21. Karel Lodewijk van Oostenrijk, aartshertog van Oostenrijk (30 juli 1833 – 19 mei 1896)  (Zoon van Frans Karel van Oostenrijk)
22. Margaretha van Saksen, aartshertogin van Oostenrijk (24 mei 1840 – 15 september 1858)  (Eerste echtgenote van Karel Lodewijk van Oostenrijk)
23. Maria Annunciata van Bourbon-Sicilië, aartshertogin van Oostenrijk (24 mars 1843 – 4 mei 1871)  (Tweede echtgenote van Karel Lodewijk van Oostenrijk)
24. Otto Frans van Oostenrijk, aartshertog van Oostenrijk (21 april 1865 – 1 november 1906)  (Zoon van Karel Lodewijk van Oostenrijk en Maria Annunciata van Bourbon-Sicilië)
25. Maria Josepha van Saksen, aartshertogin van Oostenrijk (31 mei 1867 - 28 mei 1944) –  (Echtgenote van Otto Frans van Oostenrijk)
26. Prins zonder naam (Doodgeboren op 24 oktober 1840)  (Zoon van Frans Karel van Oostenrijk)

### Frans Jozefscrypte (Franz-Josephs-Gruft)

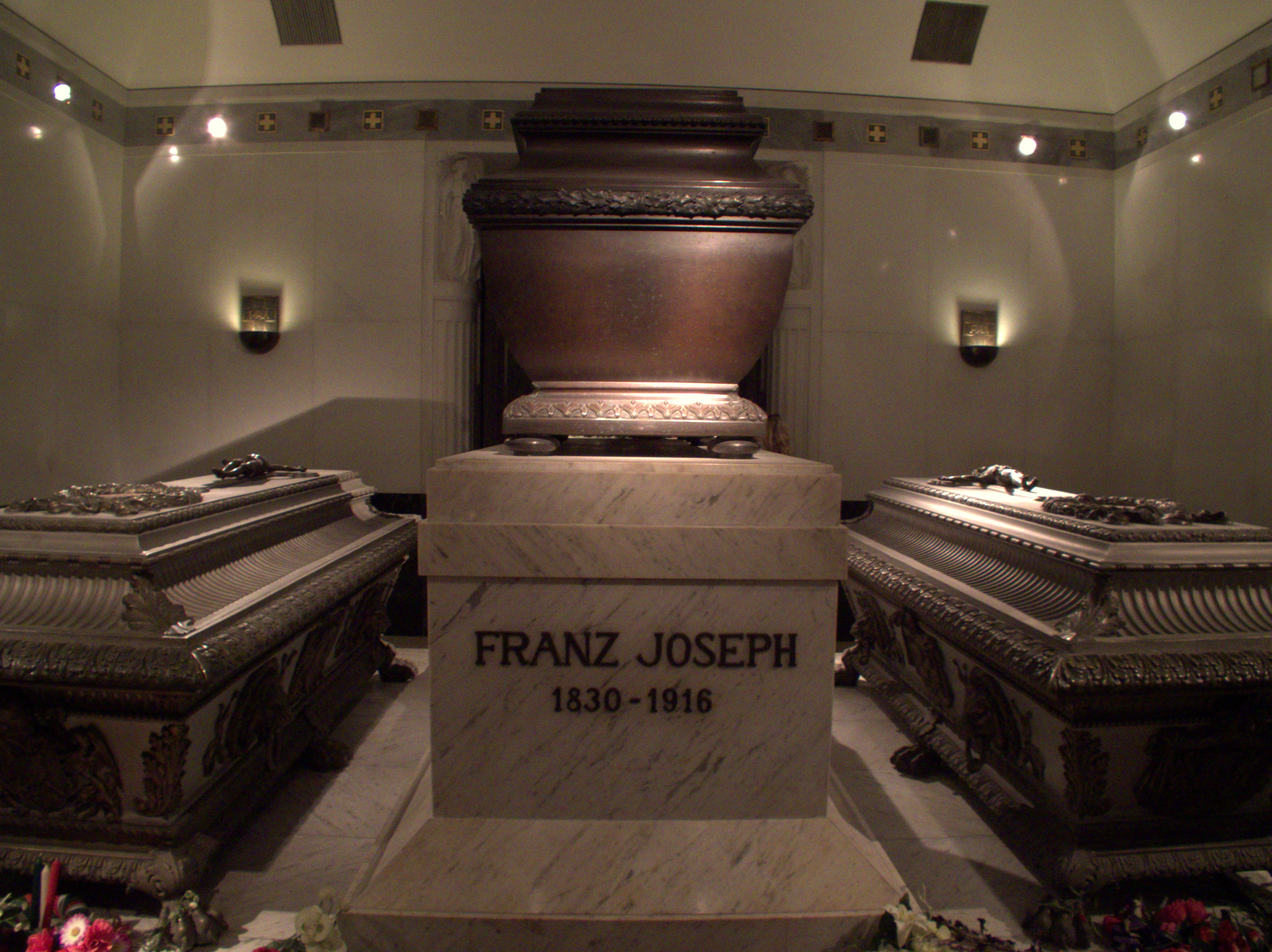
De Tombe van keizerin Elisabeth in Beieren (links), keizer Frans Jozef I van Oostenrijk (midden) en aartshertog Rudolf van Oostenrijk (rechts)

In 1908 lagen er al 129 lichamen in de keizerlijke crypte samen met nog 3 harten, op dat moment werd de Franz-Josephs-Gruft gebouwd ter ere van het 60-jarige jubileum van keizer Frans Jozef I op de troon. De Frans Jozefscrypte werd gebouwd samen met een kapel die ernaast staat.
1. Frans Jozef I van Oostenrijk, keizer van Oostenrijk, koning van Bohemen en Hongarije (18 augustus 1830 – 21 november 1916)  (Zoon van Frans Karel van Oostenrijk)
2. Elisabeth in Beieren, keizerin van Oostenrijk (24 december 1837 – 10 september 1898)  (Echtgenote van Frans Jozef I)
3. Rudolf van Oostenrijk, aartshertog van Oostenrijk (21 augustus 1858 – 30 januari 1889)  (Zoon van Frans Jozef I)

### Cryptekapel (Gruftkapelle)
De Gruftkapelle werd in 1908 samen met de Frans Jozefs Crypte gebouwd.

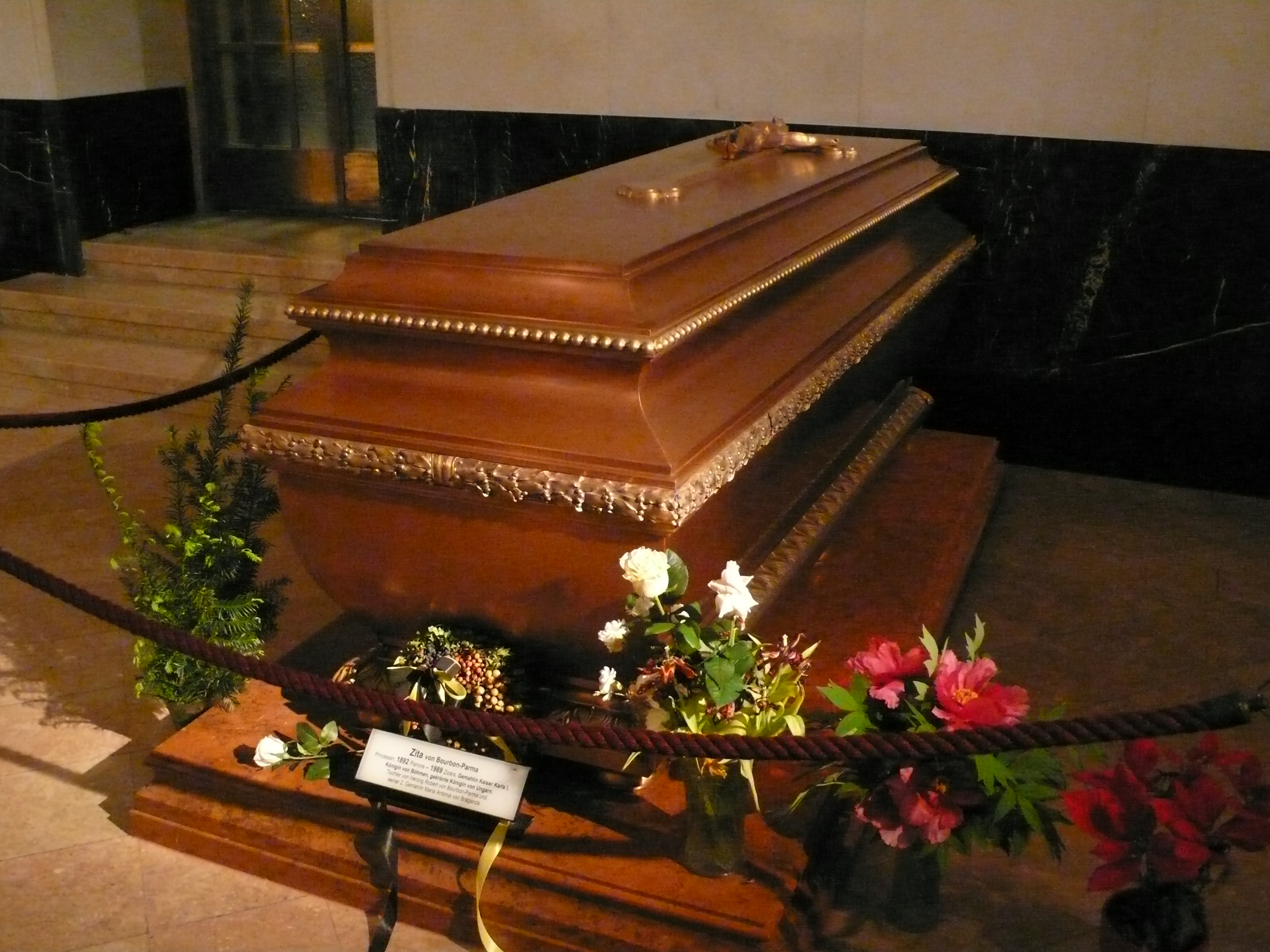
Tombe van keizerin Zita van Bourbon-Parma

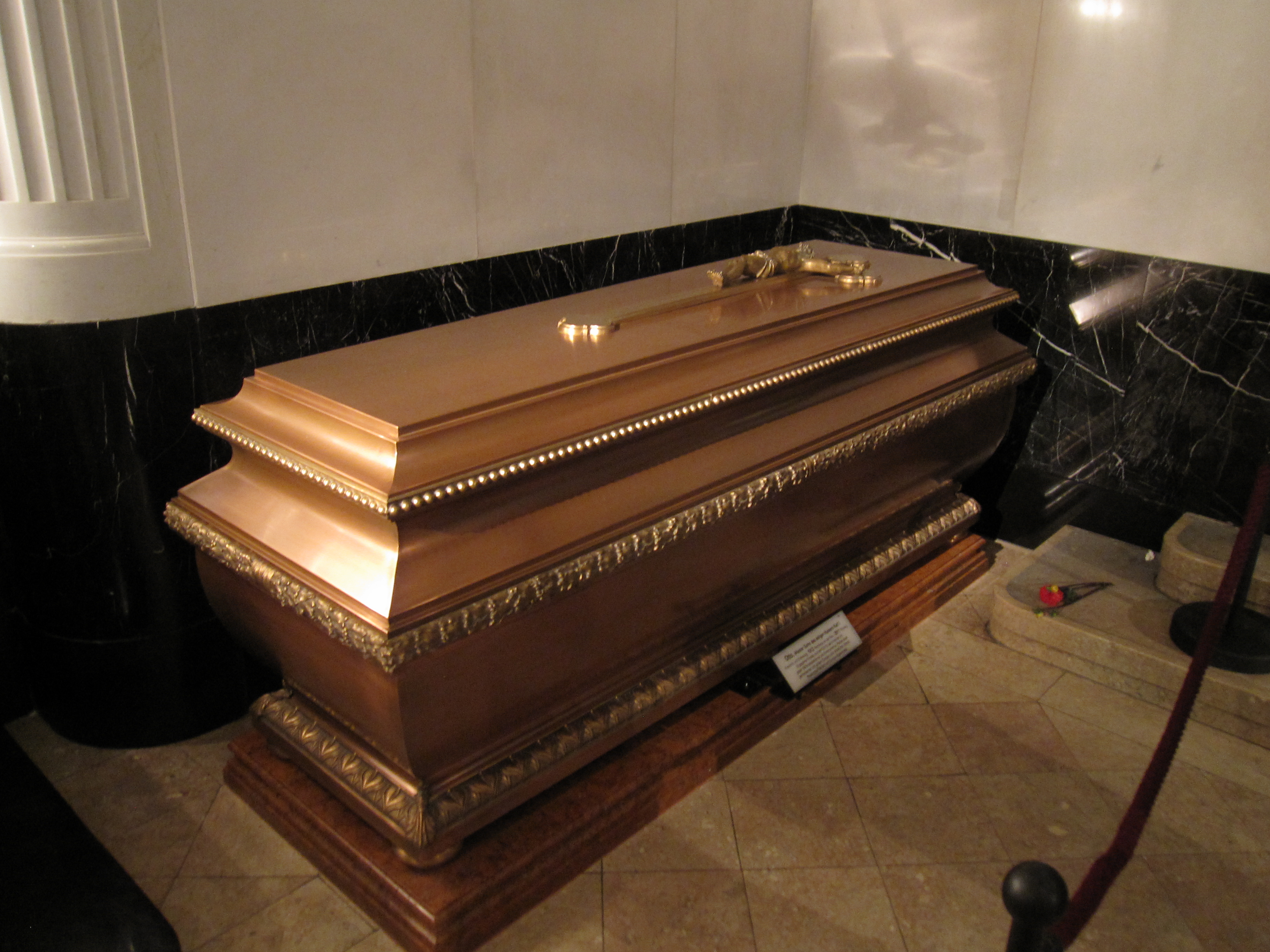
Tombe van Otto van Habsburg-Lotharingen

1. Zita van Bourbon-Parma, keizerin van Oostenrijk (9 mei 1892 – 14 maart 1989) (Echtgenote van Karel I van Oostenrijk)
2. Otto van Habsburg-Lotharingen, aartshertog van Oostenrijk, troonopvolger van Oostenrijk en Hongarije (20 november 1912 - 4 juli 2011) (Zoon van Karel I van Oostenrijk)
3. Regina van Saksen-Meiningen (6 januari 1925 - 3 februari 2010) (Echtgenote van Otto van Habsburg-Lotharingen)
4. Karel Lodewijk van Oostenrijk, aartshertog van Oostenrijk (10 maart 1918 – 11 december 2007) (Zoon van Karel I van Oostenrijk)

### Toscaanse Crypte (Toskana-Gruft)
De Toscaanse Crypte werd in 1842 samen met de Ferdinandsgruft gebouwd toen de 5 crypten 85 lichamen en 3 harten bevatten.
De Toscaanse Crypte bevatte vroeger meer lichamen dan de 14 die vandaag de dag aanwezig zijn, de meeste werden in de Nieuwe Crypte geplaatst of in de muren van de Ferdinandsgruft ondergebracht.
1. Maria Christina van Oostenrijk, aartshertogin van Oostenrijk, landvoogdes van de Oostenrijkse Nederlanden (13 mei 1742 – 24 juni 1798) (Dochter van Maria Theresia van Oostenrijk)
2. Albert Casimir van Saksen-Teschen, hertog van Teschen, landvoogd van de Oostenrijkse Nederlanden (11 juli 1738 – 10 februari 1822)  (Echtgenoot van Maria Christina van Oostenrijk)
3. Maria Carolina van Oostenrijk, koningin van Napels en Sicilië (13 augustus 1752 – 8 september 1814) (Dochter van Maria Theresia van Oostenrijk, echtgenoot van Ferdinand I der Beide Siciliën)
4. Ferdinand van Oostenrijk, aartshertog van Oostenrijk, hertog van Modena (1 juni 1754 – 24 december 1806) (Zoon van Maria Theresia van Oostenrijk)
5. Maria Beatrice d'Este, aartshertogin van Oostenrijk, Hertogin van Modena(7 april 1750 – 14 november 1829)  (Echtgenote van Ferdinand van Oostenrijk)
6. Frans V van Modena, hertog van Modena (1 juni 1819 - 20 november 1875)  (Zoon van Frans IV van Modena, kleinzoon van Ferdinand van Oostenrijk)
7. Ferdinand Karel Jozef van Oostenrijk-Este, prins van Modena (25 april 1781 – 5 november 1850)  (Zoon van Ferdinand van Oostenrijk)
8. Keizer Leopold II, keizer van het Heilig Roomse Rijk, koning van Bohemen en Hongarije, Groothertog van Toscane (5 mer 1747 - 1 maart 1792) (Zoon van Maria Theresia van Oostenrijk)
9. Marie Louise van Spanje, keizerin van het Heilig Roomse Rijk (24 november 1745 - 15 mei 1792)  (Echtgenote van keizer Leopold II)
10. Leopold II van Toscane, aartshertog van Oostenrijk, groothertog van Toscane (3 oktober 1797 - 29 januari 1870)  (Zoon van Ferdinand III van Toscane, kleinzoon van keizer Leopold II)
11. Ferdinand IV van Toscane, groothertog van Toscane, troonopvolger van Toscane (10 juni 1835 – 17 januari 1908)  (Zoon van Leopold II van Toscane)
12. Antoine Victor van Oostenrijk, aartshertog van Oostenrijk (31 augustus 1779 – 2 april 1835)  (Zoon van keizer Leopold II)
13. Reinier van Oostenrijk, aartshertog van Oostenrijk, minister-president van Oostenrijk (11 januari 1827 – 27 januari 1913)  (Zoon van Reinier van Oostenrijk, kleinzoon van keizer Leopold II)
14. Lodewijk van Oostenrijk, aartshertog van Oostenrijk (13 december 1784 - 21 december 1864)  (Zoon van keizer Leopold II)